# Abel Antón
Abel Antón Rodrigo (* 24. Oktober 1962 in Ojoel, Provinz Soria) ist ein ehemaliger spanischer Langstreckenläufer, der 1994 Europameister im 10.000-Meter-Lauf sowie 1997 und 1999 Weltmeister im Marathonlauf wurde.

## Leben
1981 wurde er Fünfter bei den Junioreneuropameisterschaften im 5000-Meter-Lauf. Danach dauerte es einige Jahre, bis er auch in der Erwachsenenklasse den Anschluss gefunden hatte. Bei den Weltmeisterschaften 1987 in Rom belegte er Platz 13 über 5000 Meter. 1988 erreichte er das Semifinale bei den Olympischen Spielen in Seoul. 1989 gewann er die Silbermedaille über 3000 Meter bei den Halleneuropameisterschaften hinter Dieter Baumann. Bei den Europameisterschaften 1990 belegte Antón über 5000 Meter Platz 11, genau wie bei den Weltmeisterschaften 1991 in Tokio und 1993 in Stuttgart. Bei den Olympischen Spielen 1992 in Barcelona wurde er Achter.
Die Europameisterschaften 1994 in Helsinki begann gleich am ersten Abend mit dem 10.000-Meter-Lauf, der in einem verhaltenen Tempo gelaufen wurde, so dass am Schluss acht Läufer innerhalb von fünf Sekunden ins Ziel spurteten. Antón gewann in persönlicher Bestzeit von 28:06,03 min vor dem Belgier Vincent Rousseau und dem Deutschen Stéphane Franke. Der 5000-Meter-Lauf eine Woche später endete in einem ähnlichen Spurtrennen, bei dem Antón in 13:38,04 min Dritter hinter Dieter Baumann (13:36,93 min) und Robert Denmark (GBR) wurde.
Nachdem Antón über 10.000 Meter bei den Weltmeisterschaften 1995 in Göteborg trotz persönlicher Bestzeit von 27:51,37 min im Vorlauf ausgeschieden war und bei den Olympischen Spielen 1996 in Atlanta nur Platz 13 belegt hatte, wechselte er auf die Marathonstrecke. Sein Debüt gab er beim Berlin-Marathon 1996, den er in 2:09:15 h gewann. Im Jahr darauf siegte er beim Seoul International Marathon. Bei den Weltmeisterschaften 1997 in Athen in 2:13:16 h holte er sich den Titel mit fünf Sekunden Vorsprung auf seinen Landsmann, den Titelverteidiger Martín Fiz, und beim Fukuoka-Marathon wurde er Fünfter. 1998 gewann er den London-Marathon in persönlicher Bestzeit von 2:07:57 h. 1999 wurde er Dritter in London und verteidigte bei den Weltmeisterschaften in Sevilla seinen Titel in 2:13:36 h. Er war mit 36 Jahren und 300 Tagen der bis dahin älteste Leichtathletikweltmeister. 2000 wurde er Fünfter in Seoul und kam bei den Olympischen Spielen 2000 in Sydney auf Platz 53. Zum Karriereabschluss wurde er Achter beim London-Marathon 2001.
Abel Antón ist 1,79 m groß und wog zu Wettkampfzeiten 62 kg.

## Bestzeiten
- 3000 m: 7:46,08 min, 4. Juli 1987, Oslo
- 5000 m: 13:15,17 min, 30. August 1994, Berlin
- 10.000 m: 27:51,37 min, 5. August 1995, Göteborg
- Halbmarathon: 1:03:03 h, 29. März 1998, Azpeitia
- Marathon: 2:07:57 h, 26. April 1998, London